# Nguyễn Thị Mai Hưng
Nguyễn Thị Mai Hưng est une joueuse d'échecs vietnamienne née le 28 janvier 1994 à Bắc Giang et grand maître international féminin depuis 2014.
Au 1er décembre 2017, elle est la septième joueuse vietnamienne avec un classement Elo de 2 245 points.

## Biographie et carrière
Championne d'Asie dans les catégories moins de 12 ans (en 2005), moins de 14 ans (en 2007), moins de 16 ans (en 2007), moins de 16 ans (en 2010), et moins de 20 ans (en 2013). Elle remporta la médaille d'argent au championnat du monde de la jeunesse dans la catégories moins de 16 ans en 2010. Elle remporta le championnat du Vietnam d'échecs féminin (adultes) en 2011 et 2013. Elle finit quatrième du championnat d'Asie d'échecs de 2016.

## Compétitions par équipe
Nguyễn Thị Mai Hưng  a représenté le Viêt Nam lors de cinq olympiades consécutives de 2010 à 2018, remportant la médaille d'argent individuelle au troisième échiquier lors de l'Olympiade d'échecs de 2016 avec 8,5 points sur 11, battant notamment la Chinoise Zhao Xue et l'Indienne Tania Sachdev,.
Elle joua lors des championnats du monde par équipes de 2011 et 2017, remportant la médaille de bronze par équipe en 2011. En 2009, elle remporta les médailles d'or individuelle et par équipe lors du championnat d'Asie d'échecs des nations.